# Clash of the Wolves
Clash of the Wolves is een Amerikaanse dramafilm uit 1925. Het was een van de eerste films waar de hond Rin Tin Tin in speelde. De film werd in 2004 opgenomen in het National Film Registry.

## Rolverdeling
| Acteur          | Personage              |
| --------------- | ---------------------- |
| Rin Tin Tin     | Lobo                   |
| Nanette         | Lobo's Mate            |
| Charles Farrell | Dave Weston            |
| June Marlowe    | May Barstowe           |
| Heinie Conklin  | Alkali Bill            |
| Will Walling    | Sam Barstowe           |
| Pat Hartigan    | William 'Borax' Horton |